# Municipio de Watab
El municipio de Watab (en inglés: Watab Township) es un municipio ubicado en el condado de Benton en el estado estadounidense de Minnesota. En el año 2010 tenía una población de 3093 habitantes y una densidad poblacional de 53,29 personas por km².

## Geografía
El municipio de Watab se encuentra ubicado en las coordenadas 45°41′36″N 94°10′22″O / 45.69333, -94.17278. Según la Oficina del Censo de los Estados Unidos, el municipio tiene una superficie total de 58.04 km², de la cual 52,59 km² corresponden a tierra firme y (9,39 %) 5,45 km² es agua.

## Demografía
Según el censo de 2010, había 3093 personas residiendo en el municipio de Watab. La densidad de población era de 53,29 hab./km². De los 3093 habitantes, el municipio de Watab estaba compuesto por el 98,51 % blancos, el 0,19 % eran afroamericanos, el 0,16 % eran amerindios, el 0,23 % eran asiáticos, el 0,1 % eran de otras razas y el 0,81 % eran de una mezcla de razas. Del total de la población el 1,84 % eran hispanos o latinos de cualquier raza.